# 宮廷費
宮廷費（きゅうていひ）は、儀式、国賓・公賓等の接遇、行幸啓、外国訪問など皇室の公的活動等に必要な経費、皇室用財産の管理に必要な経費、皇居等の施設の整備に必要な経費などで、平成28年度は，55億4,558万円。宮廷費は、皇室経済法第3条が定める皇室の費用のひとつであり（他は内廷費と皇族費）、宮内庁の経理する公金である（皇室経済法第5条）。

## 内訳
| 費用             | 費用               |             | 金額         |
| ---------------- | ------------------ | ----------- | ------------ |
| 儀典関係費       | 儀典関係費         |             | 7億4900万円  |
|                  | 儀典費             | 2億5200万円 | 7億4900万円  |
|                  | 行幸啓費           | 1億0100万円 | 7億4900万円  |
|                  | 御活動環境等整備費 | 1億2800万円 | 7億4900万円  |
|                  | 国際親善等経費     | 2億6900万円 | 7億4900万円  |
| 宮殿等管理費     | 宮殿等管理費       |             | 8億8500万円  |
| 皇室用財産修繕費 | 皇室用財産修繕費   |             | 8億8500万円  |
| 皇居等施設整備費 | 皇居等施設整備費   |             | 22億0100万円 |
| 文化財管理費     | 文化財管理費       |             | 2億1000万円  |
| 車馬管理費       | 車馬管理費         |             | １億4500万円 |

儀典費
- 諸謝金（洋楽演奏外部補充経費など）
- 報償金（歌会始選者手当など）
- 庁費（儀式用被服の製造費など）
- 招宴費（宮中祝宴関係費など）
- 交際費（四宮家交際費など）

行幸啓費
- 庁費（賃料および損料、有料道路交通費など）
- 祝宴費（両陛下関係費、東宮関係費など）

御活動環境等整備費
- 進講謝金
- 庁費（MRI<磁気共鳴画像装置>借り上げ、同保守など）

国際親善等経費
- 庁費
- 招宴費（両陛下外国御訪問費、皇太子・妃両殿下海外御訪問費、国賓等折半費など）

宮殿等管理費
- 宮殿費（宮殿等清掃及び設備保守費、被服費、電気料、水道料、NHK放送受信料など）
- 陵墓費（雑役務費など）
- 鴨場費（消耗品、飼料費など）
- 牧場費（消耗品、飼料費など）

皇室用財産修繕費
- 各所修繕費（皇居東御苑都道府県の木再整備など）
- 庁費（雑役務・陵墓墳等調査費など）

皇居等施設整備費
- 施設整備費（豊島岡参集所改修費等、京都大宮御所参観者休所連ほか整備費、御料牧場給水設備ほか整備費など）

文化財管理費
- 正倉院費（雑役務、正倉院宝物特別調査費など）
- 図書費（古文書の保存管理費など）
- 音楽費（雑役務・雅楽関係費など）
- 庁費（雑役務費・三の丸尚蔵館関係費など）

車馬管理費
- 厩費（馬車特別整備費、消耗品・飼料費など）
- 自動車費（御料車料の更新、自動車重量税など）

## 参考資料
- 『週刊ダイアモンド　2016 9/17　36号』　ダイヤモンド社